# Seznam uměleckých realizací ve veřejném prostoru v Hlubočepích
Seznam uměleckých realizací v Hlubočepích v Praze 5 obsahuje tvorbu výtvarných umělců umístěnou ve veřejném prostoru v katastrálním území Hlubočepy. Seznam je řazen podle ulic a nemusí být úplný.

## Seznam uměleckých realizací
| Název                                                        | Fotografie                                                                   | Lokace                                                                   | Autor                                             | Rok  | Popis                     | Poznámka                                                                                                   |
| ------------------------------------------------------------ | ---------------------------------------------------------------------------- | ------------------------------------------------------------------------ | ------------------------------------------------- | ---- | ------------------------- | --- |
| Hroší lázeň                                                  | Kategorie „Hroší lázeň (Hlubočepy)“ na Wikimedia Commons                     | Barrandovský most 50°2′23,91″ s. š., 14°24′21,23″ v. d.                  | Josef Klimeš (1928–2018) Karel Filsak (1917–2000) | 1989 | beton                     | Barrandovský most, lidový název „Hroší lázeň“, dvě plastiky                                                |
| Geologie (†)                                                 |                                                                              | Geologická 50°2′5,03″ s. š., 14°23′13,71″ v. d.                          | Slavoj Nejdl (1927–2007)                          | 1982 | socha, mramor             | Sídliště Barrandov, přemístěno mezi 2013–2014                                                              |
| Reliéfní stěna                                               | Kategorie „Dekorační reliéf (Geologická)“ na Wikimedia Commons               | Geologická 988/4 50°2′4,03″ s. š., 14°23′13,39″ v. d.                    | Jiří Kryštůfek (1932–2014)                        | 1979 | reliéf, pískovec          | Sídliště Barrandov                                                                                         |
| Němý film                                                    | Kategorie „Chaplin (Vladimír Preclík)“ na Wikimedia Commons                  | Chaplinovo náměstí 50°2′12,05″ s. š., 14°22′42,63″ v. d.                 | Vladimír Preclík (1929–2008)                      | 1988 | socha; hydronálium, žula  | Sídliště Barrandov                                                                                         |
| Kameraman                                                    | Kategorie „Kameraman (Karel Nepraš)“ na Wikimedia Commons                    | Chaplinovo náměstí 50°2′7,41″ s. š., 14°22′39,92″ v. d.                  | Karel Nepraš (1932–2002)                          | 1989 | socha, železo a slitiny   | Sídliště Barrandov                                                                                         |
| Památník Obětem pražského povstání na Barrandovských skalách | Kategorie „Památník Pražského povstání (Martin Sladký)“ na Wikimedia Commons | K Barrandovu 50°2′21,67″ s. š., 14°24′15,36″ v. d.                       | Martin Sladký Josef Danda Jan Špičák              | 1988 | mozaika; kámen, beton     | na ostrohu u schodiště při sestupu od Barrandovských teras, bez pamětní desky                              |
| Reliéf                                                       | Kategorie „Relief in Barrandov by Lukáš Rais“ na Wikimedia Commons           | náměstí Olgy Scheinpflugové 1280/1 50°1′47,15″ s. š., 14°21′42,01″ v. d. | Lukáš Rais (*1975)                                | 2022 | kov; 6,5 × 16,5 metru     | Sídliště Barrandov                                                                                         |
| Filmový pás                                                  | Kategorie „Kovová plastika (Hlubočepy)“ na Wikimedia Commons                 | Štěpařská 50°1′57,47″ s. š., 14°22′27,79″ v. d.                          |                                                   | 2014 | socha                     | u Polikliniky Barrandov, náhrada za zaniklou plastiku z Tilleho náměstí (1989, Hugo Demartini, Jiří Novák) |
| Obelisk                                                      | Kategorie „Obelisk pohybu (Karel Bečvář)“ na Wikimedia Commons               | Tilleho náměstí 50°2′0,4″ s. š., 14°22′35,74″ v. d.                      | Karel Bečvář (*1955)                              | 1988 | socha, korozivzdorná ocel | Sídliště Barrandov                                                                                         |
| Pohyb (†)                                                    |                                                                              | Tilleho náměstí 50°2′1,71″ s. š., 14°22′36,59″ v. d.                     | Hugo Demartini (1931–2010) Jiří Novák (1922–2010) | 1989 | socha, korozivzdorná ocel | Sídliště Barrandov, při rekonstrukci náměstí odstraněno                                                    |
| Fontána na sídlišti Barrandov (†)                            |                                                                              | Tilleho náměstí 50°2′1,37″ s. š., 14°22′36,34″ v. d.                     | neuveden                                          | 1988 | fontána, beton            | Sídliště Barrandov, zaniklo 2003, při rekonstrukci náměstí vybudována nová fontána                         |
| Pegas                                                        | Kategorie „Pegas (Michal Gabriel)“ na Wikimedia Commons                      | Wassermannova 926/16 50°1′43,15″ s. š., 14°22′6,15″ v. d.                | Michal Gabriel (*1960)                            | 1988 | socha, bronz              | Sídliště Barrandov, osazeno 1992                                                                           |